# Anne Queffélec
Anne Queffélec (Parigi, 17 gennaio 1948) è una pianista francese di musica classica.

## Biografia
Anne Bénédicte Jeanne Queffélec è nata il 17 gennaio 1948 nel XV arrondissement di Parigi, figlia dei letterati Henri Queffélec e Yvonne Pénau, ha tre fratelli tra cui lo scrittore Yann Queffélec e il matematico Hervé Queffélec. Nonostante il suo gusto per la letteratura ha scelto la musica fin da giovanissima.

## Carriera pianistica
Dopo gli studi secondari alla scuola privata Cours Hattemer, ha seguito i corsi del conservatorio di Parigi dove ha ottenuto i primi premi in pianoforte e musica da camera; ha poi perfezionato gli studi a Vienna con Alfred Brendel, Paul Badura-Skoda e Jörg Demus.
Nel 1968 ha vinto il concorso internazionale di Monaco e nel 1969 quello di Leeds. Nel 2007, 2010 e 2013 è stata membro della giuria internazionale del Concorso Regina Elisabetta.
Il suo repertorio spazia da Scarlatti a Satie e Dutilleux, anche se è particolarmente affezionata a Haydn, Schubert e Mozart. Non è solo famosa come pianista solista ma anche per la sua musica da camera, suonata in collaborazione con artisti come Catherine Collard, Pierre Amoyal, Frédéric Lodéon e Imogen Cooper.

## Discografia

### Albums
- 1988: Erik Satie
- 1995: Scarlatti: 13 Sonatas
- 1996: Dutilleux: The Works for Piano
- 1998: Ravel: Piano Works
- 1999: Schubert: Sonata D. 894; Fantasy D. 940; Sonata D. 959; Four Impromtus D.899
- 2000: Schubert: Works for Piano Four Hands
- 2000: Satie: Works for solo piano & piano 4 hands
- 2001: Ravel: Piano Concertos; Debussy: Fantasie for Piano & Orchestra
- 2001: Schubert: Piano Works for Four Hands
- 2002: Serenity: Satie
- 2002: Mozart: Anne Queffélec
- 2004: Beethoven: Lettre à Élise
- 2004: Satie, Ravel: Piano Works
- 2004: Satie: Gnossiennes; Gymnopédies; Piano Works
- 2006: Haendel: Suites HWV430, 431, 433 & 436
- 2006: Satie: 3 Gymnopédies; 6 Gnossiennes
- 2008: Satie: Gymnopédies; Gnossiennes; Sports and Divertissements
- 2009: Johann Sebastian Bach: Contemplation
- 2009: Schubert: Piano Works for Four Hands
- 2013: Satie & Compagnie
- 2014: Ombre et lumière D. Scarlatti 18 sonates pour clavier (Mirare MIR 265)